# Spaniocelyphus striatus
Spaniocelyphus striatus är en tvåvingeart som beskrevs av Joann M. Tenorio 1972. Spaniocelyphus striatus ingår i släktet Spaniocelyphus och familjen Celyphidae.
Artens utbredningsområde är Vietnam. Inga underarter finns listade i Catalogue of Life.